# Ветковская иконописная школа

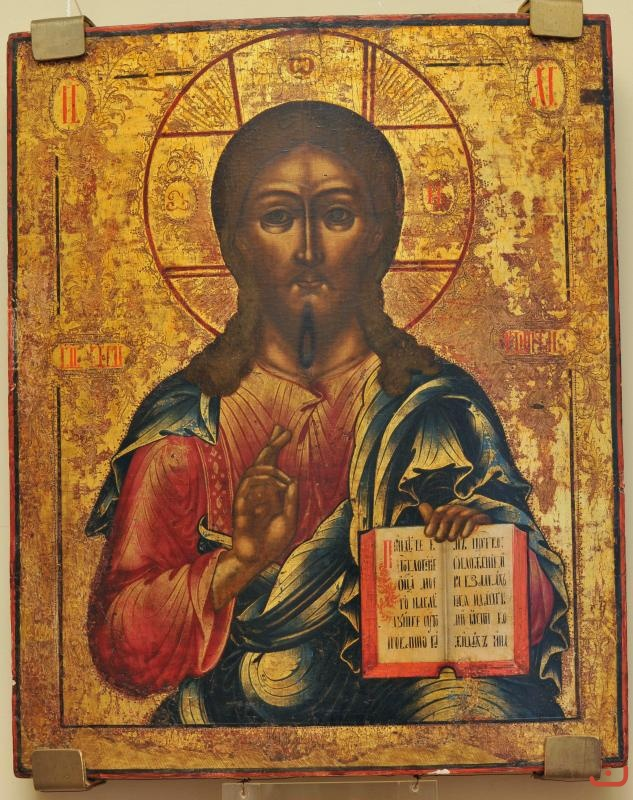
Господь Вседержитель. XVIII век

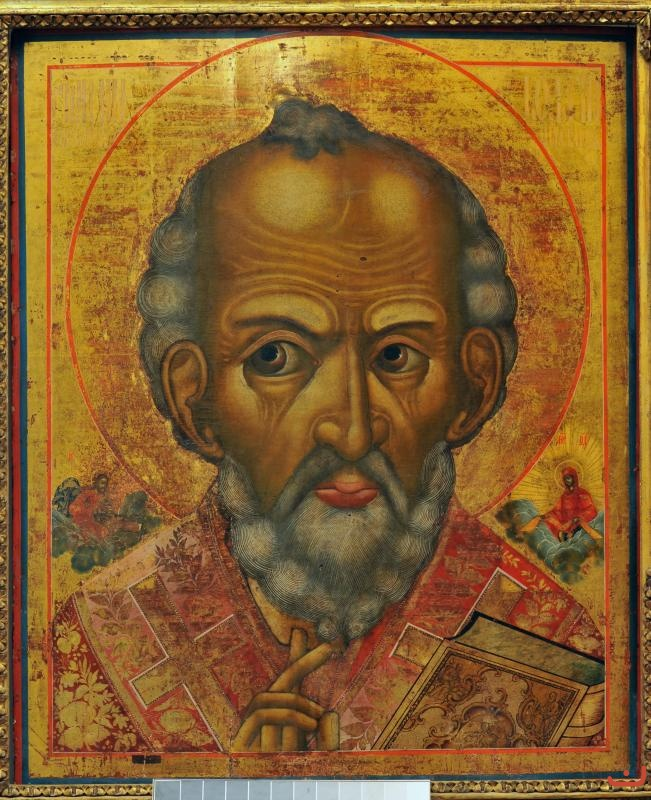
Никола Отвратный. XVIII век

Ветковская иконописная школа — одна из самобытных школ белорусской иконописи, которая создавалась в соответствии старообрядческому канону в окрестностях города Ветки. Иконы Ветковской школы дают прекрасный пример синтеза древнерусского искусства и местных традиций иконописи.

## История
Ветка традиционно являлась центром старообрядцев. Обособленность региона, наличие духовного центра, своеобразие среды, в которой развивалась ветковская иконопись, преемственность в передаче из поколения в поколение иконописного мастерства характеризуют Ветку как крупный иконописный центр.
В ветковских иконах отчетливо отразились этапы процесса взаимодействия православной иконописи с западноевропейской живописью. Наиболее последовательно это происходило в униатском искусстве: канонические сюжеты приобретали этнографический характер, сопровождались бытовыми подробностями, при этом переосмыслялись достоинства светотеневой живописи. В качестве образцов композиций широко использовались гравюры из белорусских и украинских печатных изданий.

## Описание
В иконах Ветковской школы виден отход от византийского канона живописи под влиянием барочного искусства Беларуси. В XVIII веке, когда в Беларуси господствовала барочная культура, на иконах ветковских старообрядцев появляются элементы интерьера, костюма, некоторые бытовые реалии, более живыми делаются изображения.
Основными породами дерева у Ветки являются тополя. Эта древесина особенно сильно подвержена воздействию жучка-точильщика, поэтому икона, написанная в Ветке, практически всегда изъедена жучком. Толщина досок большая: 2-2,5-3 см.
Растительный орнамент из листьев и цветов, а также картушей с надписями, у лучших мастеров с применением техник «линовки» и «расцвечивания золота», также характерных для ветковских мастеров, представляли образ Эдемского сада. Основные мотивы, характерные для Ветки: цветы, розы и розовые букеты, ветви с листьями и цветами яблонь, имитация листьев аканта, виноградная лоза, гирлянды, рог изобилия, нарциссы, раковины.
Отличительной чертой икон Ветковской традиции являются сильные высветления вокруг рта и подбородка и характерная форма верхней губы, которая нависает над припухшей, раздвоенной нижней губой. Ветковские иконописцы активно выделяют киноварью междугубье, иногда и границу нижней губы, что является древней традицией.

## Влияние Ветковских икон
Иконописное производство было хорошо налажено в Ветке и снабжало иконами весь старообрядческий мир. Иконы из Ветки были образцом для иконописцев-старообрядцев в других местах. Влияние Ветковской школы распространилось в Украину, в Молдавию, где также жили староверы.